# Dermacentor taiwanensis
Dermacentor taiwanensis är en fästingart som beskrevs av Mika Sugimoto 1935. Dermacentor taiwanensis ingår i släktet Dermacentor och familjen hårda fästingar. Inga underarter finns listade i Catalogue of Life.